# McCandless Township
McCandless Township é uma municipalidade localizada no estado norte-americano da Pensilvânia, no Condado de Allegheny.

## Demografia
Segundo o censo norte-americano de 2000, a sua população era de 29.022 habitantes.

## Geografia
De acordo com o United States Census Bureau tem uma área de 43,1 km², dos quais 42,8 km² cobertos por terra e 0,3 km² cobertos por água.

## Localidades na vizinhança
O diagrama seguinte representa as localidades num raio de 8 km ao redor de McCandless Township.